# Dictature de droite
Une dictature de droite est un autoritarisme ou parfois un totalitarisme basé sur des principes politiques de droite ou d'extrême droite. Les dictatures de droite se caractérisent généralement par des appels au traditionalisme et à la protection de la loi et de l'ordre et justifient leur accession au pouvoir par la nécessité de faire respecter un statu quo conservateur. Des exemples de dictatures de droite sont les anticommunistes, telles que l'Allemagne nazie, l'Italie fasciste, l'Estado Novo, l'Espagne franquiste, la dictature d'Augusto Pinochet au Chili, la dictature des colonels en Grèce, la dictature militaire brésilienne, la junte argentine (ou Processus de réorganisation nationale), Taïwan sous Tchang Kaï-chek, la Corée du Sud lorsqu'elle était dirigée par Syngman Rhee, Park Chung-hee et Chun Doo-hwan, et un certain nombre de dictatures militaires en Amérique latine pendant la guerre froide, ou ceux qui attisent les sentiments anti-occidentaux, comme la fédération de Russie sous Vladimir Poutine.

## Caractéristiques

### Dictature militaire
Dans la vision occidentale la plus répandue, l'exemple parfait de dictature de droite est celle qui régnait autrefois en Amérique du Sud. Ces régimes étaient principalement des juntes militaires et la plupart certains d’entre eux se sont effondrés dans les années 1980. Les pays communistes, qui faisaient très attention à ne pas révéler au public leurs méthodes de gouvernement autoritaires, étaient généralement dirigés par des gouvernements civils et les officiers qui prenaient le pouvoir n'y étaient pas très bien accueillis. Quelques exceptions incluent la voie birmane vers le socialisme (Birmanie, 1966-1988), le Conseil militaire de salut national (république populaire de Pologne, 1981-1983) ou la Corée du Nord tout au long du règne de Kim Il Sung.

### Autoritarisme religieux
De nombreux régimes de droite entretenaient des liens étroits avec les institutions religieuses locales. Les dictatures pro-catholiques comprenaient l'Estado Novo portugais (1933-1974) et l'État fédéral d'Autriche (1934-1938). Actuellement, les principaux gouvernements autoritaires de droite religieuse se trouvent dans le monde musulman. Toutefois, certaines dictatures de droite, comme l'Allemagne nazie, étaient même ouvertement hostiles à certaines religions.